# Conraua
Conraua és un gènere de granotes de la família dels rànids.

## Taxonomia
- Conraua alleni (Barbour i Loveridge, 1927).
- Conraua beccarii (Boulenger, 1911).
- Conraua crassipes (Buchholz i Peters a Peters, 1875).
- Conraua derooi (Hulselmans, 1972).
- Conraua goliath (Boulenger, 1906).
- Conraua robusta (Nieden, 1908).